# Fußball-Verbandspokal 2022/23
Über den Fußball-Verbandspokal 2022/23 wurden 22 Teilnehmer der 21 Landesverbände des DFB am DFB-Pokal 2023/24 ermittelt. Die Sieger der Verbandspokale waren zur Teilnahme an der ersten Runde des Wettbewerbs berechtigt. Die drei Landesverbände mit den meisten Herrenmannschaften im Spielbetrieb – Bayern, Niedersachsen und Westfalen – entsandten zusätzlich jeweils einen zweiten Teilnehmer. Somit qualifizierten sich 24 Amateurvereine für den nationalen Pokalwettbewerb, davon 22 über die Verbandspokale. Zweite Mannschaften von Vereinen und Kapitalgesellschaften durften nicht am DFB-Pokal teilnehmen.
In Niedersachsen qualifizierten sich die Sieger beider Pokalwettbewerbe für den DFB-Pokal. In Bayern qualifizierte sich die beste teilnahmeberechtigte Mannschaft der Regionalliga Bayern 2022/23, in Westfalen die beste teilnahmeberechtigte westfälische Mannschaft der Regionalliga West 2022/23 zusätzlich zum Sieger des Verbandspokals für die erste Hauptrunde des DFB-Pokals.
Erreichte ein Verbandspokalsieger einen der ersten vier Plätze der 3. Liga, rückte der unterlegene Finalist nach.

## Endspiele
Die Tabelle gibt eine Übersicht über die Verbandspokal-Endspiele der Saison 2022/23.
Die Mannschaften, die sich für den DFB-Pokal qualifiziert hatten, sind fett dargestellt.
| Verband                | Pokal                                                                    | Termin                  | Austragungsort    | Stadion                                     | 1. Finalist                    | Ergebnis                         | 2. Finalist                   |
| ---------------------- | ------------------------------------------------------------------------ | ----------------------- | ----------------- | ------------------------------------------- | ------------------------------ | -------------------------------- | ----------------------------- |
| Baden                  | bfv-Rothaus-Pokal                                                        | 3. Juni 2023, 12:15 Uhr | Nöttingen         | Kleiner Arena                               | 1. CfR Pforzheim (OL)          | 0:2 (0:0)                        | FC-Astoria Walldorf (RL)      |
| Bayern                 | Bayerischer Toto-Pokal (2022/23)                                         | 3. Juni 2023, 16:45 Uhr | Illertissen       | Vöhlinstadion                               | FV Illertissen (RL)            | 0:0 (4:3 i. E.)                  | FC Ingolstadt 04 (3L)         |
| Bayern                 | Beste teilnahmeberechtigte Mannschaft der Regionalliga Bayern            |                         |                   |                                             | SpVgg Unterhaching (RL → 3L)   |                                  |                               |
| Berlin                 | Cosy-Wasch Landespokal (2022/23)                                         | 3. Juni 2023, 12:15 Uhr | Berlin            | Mommsenstadion                              | TuS Makkabi Berlin (OL)        | 3:1 n. V. (1:1, 0:1)             | SV Sparta Lichtenberg (VL)    |
| Brandenburg            | Brandenburgischer Landespokal (2022/23)                                  | 3. Juni 2023, 12:15 Uhr | Cottbus           | Stadion der Freundschaft                    | Energie Cottbus (RL)           | 4:1 (1:1)                        | FSV 63 Luckenwalde (RL)       |
| Bremen                 | Lotto-Pokal Bremen                                                       | 3. Juni 2023, 12:15 Uhr | Bremen            | Marko-Mock-Arena                            | FC Oberneuland (OL)            | 0:0 (4:1 i. E.)                  | SG Aumund-Vegesack (OL)       |
| Hamburg                | Lotto-Pokal Hamburg                                                      | 3. Juni 2023, 12:15 Uhr | Hamburg           | Stadion Hoheluft                            | TSV Sasel (OL)                 | 0:1 (0:1)                        | FC Teutonia 05 Ottensen (RL)  |
| Hessen                 | Bitburger Hessenpokal (2022/23)                                          | 3. Juni 2023, 16:45 Uhr | Frankfurt am Main | PSD Bank Arena                              | FSV Frankfurt (RL)             | 2:2 (1:0) (5:3 i. E.)            | TSV Steinbach Haiger (RL)     |
| Mecklenburg-Vorpommern | Lübzer Pils Cup                                                          | 3. Juni 2023, 14:15 Uhr | Greifswald        | Volksstadion                                | FSV Einheit Ueckermünde (VL)   | 2:5 (0:2)                        | Rostocker FC (OL)             |
| Mittelrhein            | Bitburger-Pokal (2022/23)                                                | 3. Juni 2023, 14:15 Uhr | Köln              | Sportpark Höhenberg                         | 1. FC Düren (RL)               | 0:2 (0:2)                        | FC Viktoria Köln (3L)         |
| Niederrhein            | Niederrheinpokal (2022/23)                                               | 3. Juni 2023, 16:15 Uhr | Essen             | Stadion an der Hafenstraße                  | Rot-Weiss Essen (3L)           | 2:0 (0:0)                        | Rot-Weiß Oberhausen (RL)      |
| Niedersachsen          | Krombacher Niedersachsenpokal 3. Liga und Regionalliga (2022/23) 1       | 3. Juni 2023, 14:15 Uhr | Delmenhorst       | Städtisches Stadion an der Düsternortstraße | SV Atlas Delmenhorst (RL → OL) | 1:2 (0:0)                        | VfL Osnabrück (3L)            |
| Niedersachsen          | Krombacher Niedersachsenpokal Amateure (2022/23)                         | 29. Mai 2023, 15:00 Uhr | Bersenbrück       | Hasestadion                                 | TuS Bersenbrück (OL)           | 3:0 (2:0)                        | SC Spelle-Venhaus (OL)        |
| Rheinland              | Bitburger-Rheinlandpokal                                                 | 3. Juni 2023, 14:15 Uhr | Koblenz           | Stadion Oberwerth                           | TuS Immendorf (LL)             | 0:1 (0:0)                        | FC Rot-Weiß Koblenz (RL)      |
| Saarland 2             | Sparkassenpokal Saar                                                     | 3. Juni 2023, 16:15 Uhr | Saarbrücken       | Ludwigsparkstadion                          | 1. FC Saarbrücken (3L)         | 2:3 n. V. (2:2, 1:1)             | SV Elversberg (3L)            |
| Saarland 2             | Entscheidungsspiel der unterlegenen Halbfinalisten                       | 30. Mai 2023, 18:30 Uhr | Saarbrücken       | Stadion Kieselhumes                         | SV Auersmacher (OL)            | 1:4 (0:3)                        | FC 08 Homburg (RL)            |
| Sachsen                | Wernesgrüner Sachsenpokal (2022/23)                                      | 3. Juni 2023, 16:15 Uhr | Leipzig           | Bruno-Plache-Stadion                        | 1. FC Lokomotive Leipzig (RL)  | 3:0 (1:0)                        | Chemnitzer FC (RL)            |
| Sachsen-Anhalt         | dachbleche24 Landespokal                                                 | 3. Juni 2023, 12:15 Uhr | Halberstadt       | Friedensstadion                             | FC Einheit Wernigerode (OL)    | 0:1 (0:1)                        | Hallescher FC (3L)            |
| Schleswig-Holstein     | SHFV-Lotto-Pokal (2022/23)                                               | 3. Juni 2023, 12:15 Uhr | Flensburg         | Manfred-Werner-Stadion                      | SC Weiche Flensburg 08 (RL)    | 1:2 (0:0)                        | VfB Lübeck (RL)               |
| Südbaden               | SBFV-Rothaus-Pokal                                                       | 3. Juni 2023, 14:15 Uhr | Emmendingen       | Elzstadion                                  | FC 08 Villingen (OL)           | 0:3 (0:0)                        | SV Oberachern (OL)            |
| Südwest                | Bitburger Verbandspokal                                                  | 3. Juni 2023, 14:15 Uhr | Pirmasens         | Sportpark Husterhöhe                        | Wormatia Worms (RL)            | 2:2 n. V. (2:2, 1:1) (4:5 i. E.) | TSV Schott Mainz (OL)         |
| Thüringen              | Thüringen Pokal                                                          | 3. Juni 2023, 12:15 Uhr | Jena              | Ernst-Abbe-Sportfeld                        | FC Carl Zeiss Jena (RL)        | 4:2 (3:1)                        | FSV Wacker 90 Nordhausen (OL) |
| Westfalen              | Krombacher Westfalenpokal (2022/23)                                      | 3. Juni 2023, 14:30 Uhr | Hamm              | Westfalia-Sportpark                         | SpVgg Erkenschwick (VL)        | 0:0 (3:4 i. E.)                  | FC Gütersloh (OL)             |
| Westfalen              | Beste teilnahmeberechtigte westfälische Mannschaft der Regionalliga West |                         |                   |                                             | Preußen Münster (RL)           |                                  |                               |
| Württemberg            | DB Regio-wfv-Pokal (2022/23)                                             | 3. Juni 2023, 16:15 Uhr | Stuttgart         | Gazi-Stadion auf der Waldau                 | Stuttgarter Kickers (OL)       | 1:1 n. V. (1:1, 1:1) (4:5 i. E.) | TSG Balingen (RL)             |

| Spielklassenzuordnung der gleichen Saison | Spielklassenzuordnung der gleichen Saison |
| ----------------------------------------- | ----------------------------------------- |
| (3L)                                      | 3. Liga                                   |
| (RL)                                      | Regionalliga (4. Liga)                    |
| (OL)                                      | Oberliga (5. Liga)                        |
| (VL)                                      | Verbandsliga (6. Liga)                    |
| (LL)                                      | Landesliga (7. Liga)                      |